# Forças de Defesa de Timor-Leste
As Forças de Defesa de Timor-Leste (em tétum: Forças Defesa Timor-Lorosae ou F-FDTL) são as responsáveis pela defesa de Timor-Leste. As F-FDTL foram criadas em 2 de Fevereiro de 2001 e são atualmente compostas por dois batalhões de infantaria e um pequeno contingente naval, além de algumas unidades de apoio.

## Origens
As Forças de Defesa de Timor-Leste têm as suas origens na extinção em 1 de fevereiro de 2001 das Forças Armadas de Libertação Nacional de Timor-Leste (FALINTIL) e a incorporação total de sua estrutura em 2 de fevereiro de 2001 para formar a F-FDTL. Em 2001 o recrutamento foi aberto a todos os timorenses com idade acima de dezoito anos, incluindo-se as mulheres. Entretanto poucas mulheres alistaram-se na F-FDTL, e em fevereiro de 2010 apenas sete por cento do efetivo era composto pelo sexo feminino.

### Crise de 2006
Em 2006 quase a metade da força foi demitida na sequência de protestos sobre discriminação e condições precárias. A crise surgiu de uma disputa dentro do exército, quando soldados do oeste do país reclamaram de que estavam sendo discriminados em favor de soldados do leste. Os do leste (em tétum, Lorosae) compunham a maior parte da Falintil, o movimento de guerrilha que resistiu à autoridade indonésia, e que, em troca, após a independência em 2002, passou a formar a maioria da FDTL. Em contraste, os “Loromonu” (palavra em tétum que significa “ocidentais”) tiveram menos destaque na resistência, e foram menos favorecidos estrutura militar. Também houve tensões entre as forças militares e a polícia, composta principalmente de “Loromonu” e até mesmo por ex-membros do exército indonésio.
Em 8 de fevereiro de 2006 quatrocentos soldados abandonaram seus acampamentos, acompanhados por outros cento e setenta e sete em 25 de fevereiro. Os soldados receberam ordens de retornar em março, porém se recusaram e ficaram sem receber pagamento. Posteriormente esses militares receberam a adesão de alguns membros da polícia militar, inicialmente liderados pelo tenente Gastão Salsinha.
Os rebeldes foram todos demitidos, contribuindo para o colapso geral da  F-FDTL, e forçando o governo a pedir tropas estrangeiras para restaurar a segurança.

## Estrutura
As Forças de Defesa são compostas pelo exército, um componente naval e unidades de apoio.
O exército possui dois batalhões de infantaria. As unidades de apoio incluem uma companhia de comando da F-FDTL, uma companhia de apoio logístico, uma companhia de comunicações e uma companhia de polícia militar. Timor-Leste não possui força aérea.

### Exército

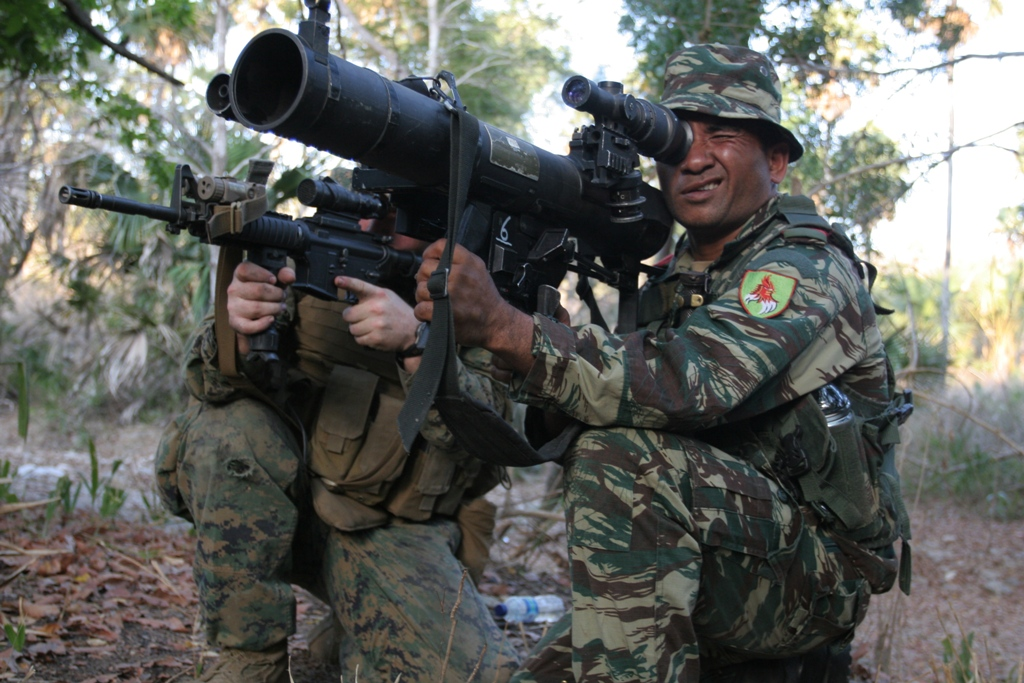
Treinamento das forças terrestres.

As forças terrestres são compostas de dois batalhões de infantaria leve, cada um com um efetivo aproximado de seiscentos militares. Essas unidades receberam treinamento de Portugal e Austrália. Cada batalhão possui três companhias de combate, uma companhia de apoio e uma companhia de comando. Embora o efetivo seja pequeno, a longa experiência do FALINTIL em guerra de guerrilhas contra os indonésios, é motivo suficiente para dissuadir possíveis invasores externos. O 1º batalhão está baseado em Baucau, com abrangência sobre a região litorânea de Laga. O 2.º batalhão está estacionado no Centro de Formação Nicolau Lobato, proximidades de Metinaro.
Inicialmente o exército estava basicamente armado com armamento leve: fuzis/espingardas M16 (aproximadamente 1500), lançadores de granadas M203 (setenta e cinco), metralhadoras FN Minimi (setenta e cinco), além de fuzis/espingardas de tiro de precisão (cinquenta) e pistolas Colt M1911.

### Polícia Militar
Há ainda uma companhia de polícia militar que também executa o policiamento tradicional. Em maio de 2006, sob o comando do major Alfredo Reinado, um ex-comandante da guerrilha, a PM entrou em confronto com o exército. Em 16 de agosto de 2007 foi então nomeado o tenente Abel Ximenes em substituição como o novo comandante da polícia militar.
A Polícia Militar é também responsável, desde fevereiro de 2007, pela segurança presidencial, e quando o presidente José Ramos-Horta foi baleado e gravemente ferido, em 11 de fevereiro de 2008, dois dos terroristas foram mortos e um policial militar foi gravemente ferido.

### Contingente Naval

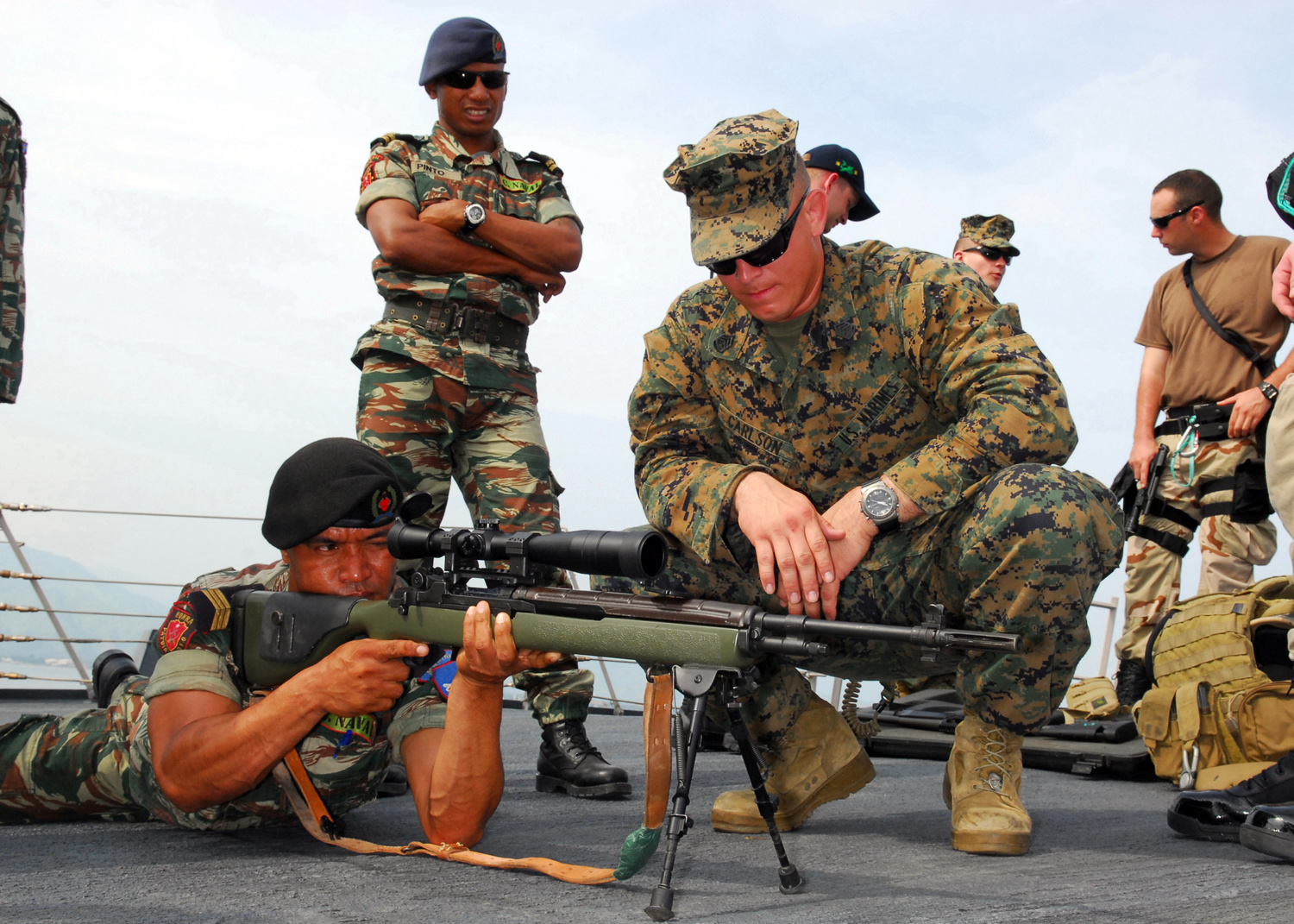
Treinamento do Contingente Naval.

O contingente naval da embrionária Marinha de Guerra de Timor-Leste se iniciou com trinta e seis integrantes. Suas primeiras embarcações foram duas lanchas de patrulha, Classe Albatroz, armadas com um canhão automático Oerlikon 20 mm e duas metralhadoras 12,7×99mm NATO, as quais recebeu da Marinha Portuguesa em dezembro de 2001. Essas embarcações foram batizadas como Oecusse e Ataúro e passaram a fazer parte da Base Naval de Hera, nas proximidades de Díli. A guarnição foi treinada por Portugal em Metinaro (Timor-Leste), e os barcos revisados na Indonésia, que em 2009 concordou em apoiar, com treinamento e equipamento, a Marinha do Timor-Leste.
Em outubro de 2009 o Timor-Leste adquiriu duas canhoneiras, Classe Shanghai III, Type 062 I, da República Popular da China. Os novos barcos foram entregues em Junho de 2010, batizados em novembro como Jaco (P211) e Betano (P212), constituindo-se na Classe Jaco A Base Naval de Hera foi expandida e uma segunda base está sendo planejada na costa sul, possivelmente em Betano.

## Hierarquia
A classificação hierárquica das F-FDTL são semelhantes às classificações hierárquicas das Forças Armadas de Portugal.
| Exército        | Exército          | Exército      | Contingente Naval | Contingente Naval    | Contingente Naval   |
| --------------- | ----------------- | ------------- | ----------------- | -------------------- | ------------------- |
| Oficiais        | Sargentos         | Praças        | Oficiais          | Sargentos            | Praças              |
| Major-general   | Sargento-mór      | Cabo-adjunto  | Capitão-tenente   | Sargento-mor         | Cabo                |
| Brigadeiro      | Sargento-chefe    | Primeiro-cabo | Primeiro-tenente  | Sargento-chefe       | Primeiro-marinheiro |
| Coronel         | Sargento-ajudante | Segundo-cabo  | Segundo-tenente   | Sargento-ajudante    | Segundo-marinheiro  |
| Tenente-coronel | Primeiro-sargento | Soldado       | Guarda-marinha    | Primeiro-sargento    | Grumete             |
| Major           | Segundo-sargento  |               | Aspirante         | Segundo-sargento     |                     |
| Capitão         | Furriel           |               |                   | Primeiro-subsargento |                     |
| Tenente         | Segundo-Furriel   |               |                   | Segundo-subsargento  |                     |
| Alferes         |                   |               |                   |                      |                     |
| Aspirante       |                   |               |                   |                      |                     |

## Bandeira e escudo

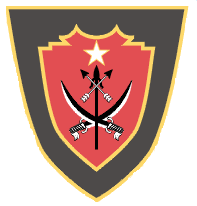
Escudo oficial das F-FDTL

A bandeira e o brasão de armas são os dois símbolos oficiais das Forças de Defesa. As cores da bandera são pensadas incorporando símbolos que representam a nação timorense. O azul simboliza a ilha de Timor entre o mar e o céu, a identidade dos timorenses a nível espiritual como povo, com todos os seus anseios. O branco representa o anseio por uma paz duradoura, a necessidade de justiça social e tolerância geral. O verde simboliza Timor-Leste como uma terra de agricultores, da necessidade de progresso, mas sempre com consideração pelo ambiente e esperança eterna. Amarelo, vermelho e preto são as cores tradicionais da luta pela independência. Quanto à simbologia do escudo, os cabos das duas suriks (espadas) são divididos em quatro partes, o que perfaz o número oito. Há dez pelos de cabra pendurados em cada cabo, perfazendo 20 no total. As FALINTIL foram fundadas em 20 de Agosto de 1975.